# Bravia Chaimite

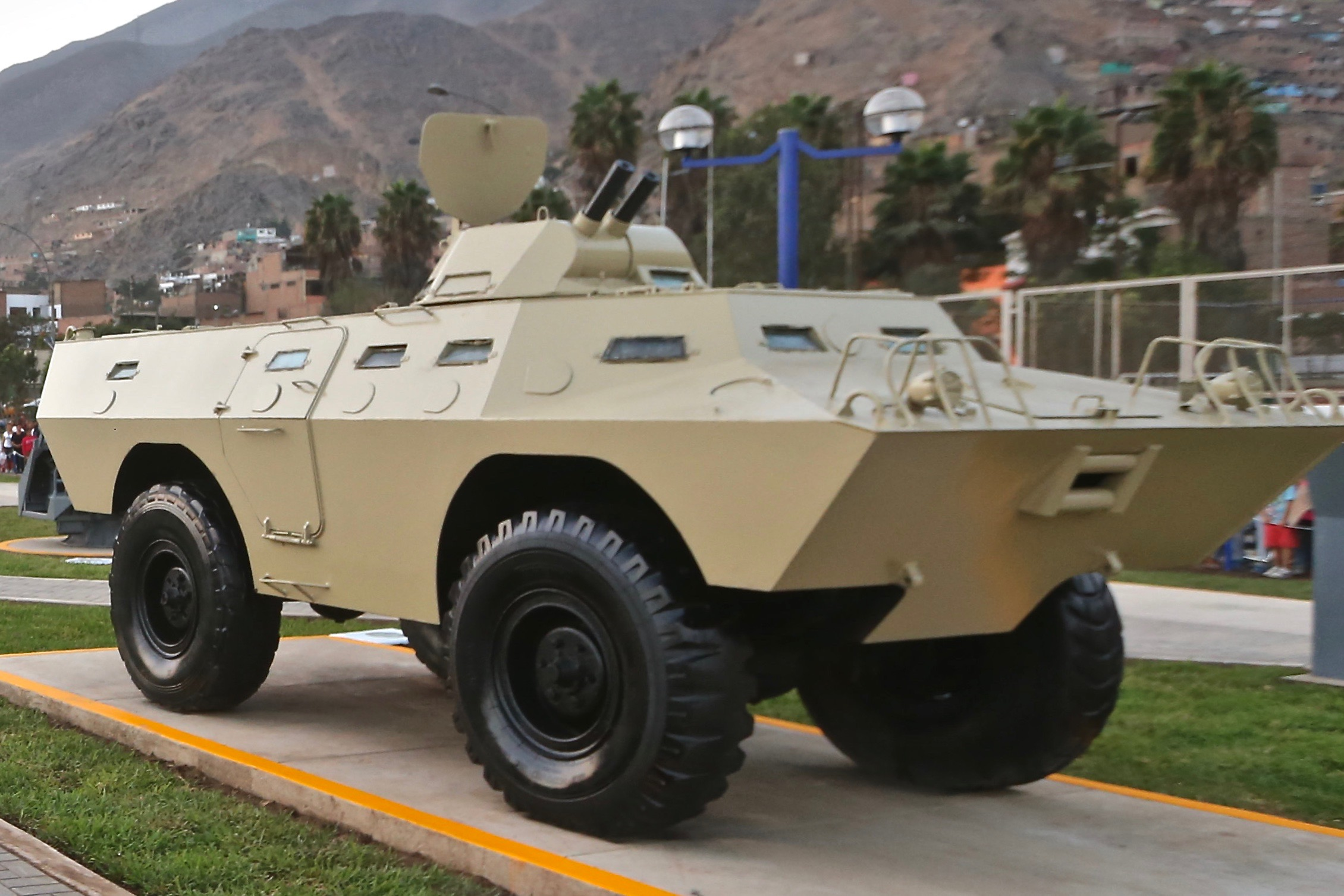
Chaimite van Peru met toren en aan de voorzijde zijn de rollers van de lierkabel te zien

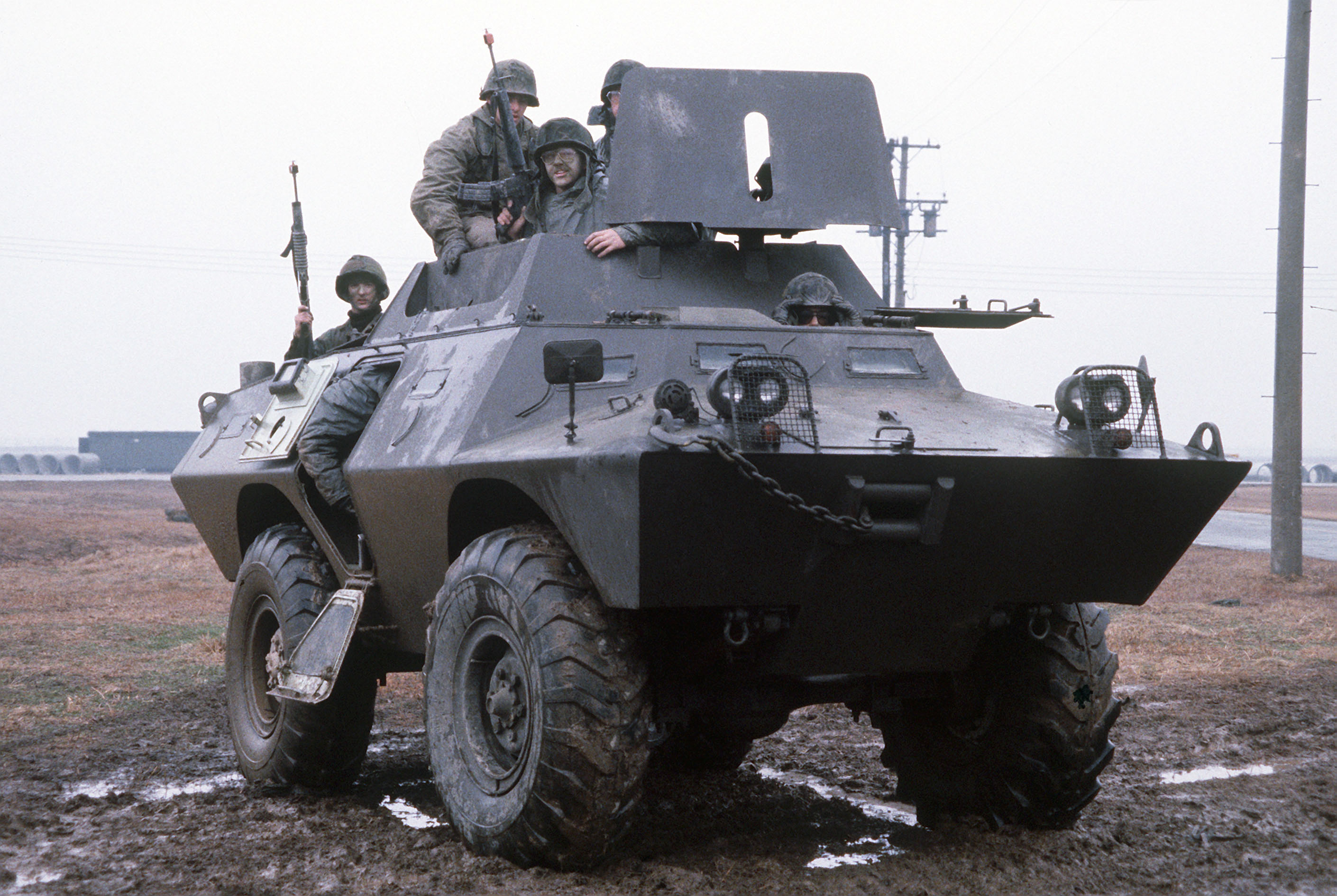
Cadillac Gage Commando

De Bravia Chaimite is een gepantserd voertuig met vierwielaandrijving, gebouwd door het Portugese bedrijf Bravia. Het voertuig werd gebruikt door het Portugese leger in de koloniale oorlogen in Angola, Mozambique en Portugees-Guinea van 1967 tot 1974. De Chaimite lijkt veel op de Cadillac Gage Commando.

## Geschiedenis
De Bravia Chaimite werd halverwege de jaren zestig ontworpen door Bravia, gevestigd in Lissabon. Het was bestemd voor het Portugese leger en leek in zijn oorspronkelijke vorm op een aangepaste Cadillac Gage Commando. Dit leidde tot speculaties dat Bravia het voertuig onder licentie van de Verenigde Staten had geproduceerd. Een hoorzitting die in 1977 werd gehouden voor het Huis van Afgevaardigden van de Verenigde Staten bevestigde dat er geen licentie was verleend en dat twee voormalige Cadillac Gage-werknemers werden vervolgd wegens het illegaal overdragen van de technische kennis van het Commando-ontwerp aan Bravia.
Het eerste prototype Chaimite verscheen in 1966 en was primair ontworpen voor directe vuursteun, met een grote torenring en een verstevigd chassis voor een 90mm-kanon. In 1968 of 1969 werd het prototype naar Portugees-Guinea gestuurd voor gevechtsproeven, waar het goed presteerde.
Op basis van dit ontwerp kwamen er versies voor verschillende functies, zoals de inzet voor antitankdoeleinden, binnenlandse veiligheid en medische evacuatie. Tegen de tijd dat de productie werd gestaakt, waren er meer dan 600 gemaakt voor het Portugese leger en de export. In het buitenland is het voertuig voornamelijk gebruikt door de strijdkrachten van Peru, Libanon en Libië.
De Chaimite werd vanaf 2008 geleidelijk uit dienst gesteld bij het Portugese leger en vervangen door de Oostenrijkse Pandur II 8×8. In 2016 verdween de laatste operationele Chaimite-pantserwagen uit de sterkte van Portugal.

## Beschrijving
Het voertuig heeft een standaardindeling, met voorin de bestuurder en commandant, in het midden de bewapening en achterin ruimte voor de infanterie en de motor. In beide zijkanten zit een deuren uit twee delen, het bovenste deel werd naar achteren opgeklapt en het onderste deel viel naar benden en was gelijk een opstap om het voertuig in en uit te gaan. Tussen de commandant/bestuurder en de zijdeuren zitten aan beide zijden twee schietgaten. 
Linksachter zat een V-8 benzine- of V-6 dieselmotor. De benzinemotor had een vermogen van 210 pk bij 4000 toeren per minuut. Met een volle brandstoftank van 300 liter lag het bereik op de weg op 804 kilometer voor de benzinemotor en 1367 kilometer voor de dieselmotor. Voor het onderhoud aan de motor waren er twee luiken in het dak en een luik aan de zijkant. De versnellingsbak telde vijf versnellingen vooruit en een achteruit. Alle wielen werden aangedreven. Het voertuig was amfibisch, de voorstuwing kwam van de wielen en de vaarsnelheid lag tegen de vijf km/h aan. Aan de voorzijde was nog een lier geïnstalleerd met een kabel van 38 meter lang.
Er waren twee hoofdversies, de VBTP V-200 en de VBPM V-600. De VBTP (Portugees: Viatura Blindada de Transporte de Pessoal, vertaald: pantserinfanterievoertuig) had een capaciteit van 11 man en was bewapend met een .50 Browning machinegeweer. De VBPM V-600 (Viatura Blindada Porta-morteiro, gepantserd mortiervoertuig) had een capaciteit van vier man en was bewapend met een 81mm of 120mm mortier en een Browning .30 machinegeweer.
Het chassis was van gelast staal. Het pantser was tussen de 6,35 mm en 9,35 mm dik, genoeg om een kogel van een NAVO standaardkaliber van 7,62 mm te weerstaan.

### Varianten
- V-200: gepantserd personeelsvoertuig met een of twee machinegeweren in de toren.
- V-200 Armada 90: speciale variant voor de Portugese mariniers van de V-200, bewapend met een meervoudige 90mm-raketwerper.
- V-300: deze variant was bestemd voor lichte vuurondersteuning. Er was een tweepersoons toren met een 20mm-kanon en een machinegeweer.
- V-400: zware vuurondersteuning met een 75mm of 90mm kanon.
- V-500: communicatie- en commandovoertuig.
- V-600: mortierwagen met 81mm of 120mm mortier.
- V-700: antitankvariant met draadgeleide Swingfire of HOT-raket.
- V-800: ziekenwagen.
- V-900: bergingsvoertuig.
- V-1000: anti-oproer met waterkanon